# Скифы-ДонНТУ
«Скифы-ДонНТУ» — команда американского футбола из Донецка. Чемпионы Украины (с 1994 по 2003, с 2010 по 2011 год).

## История
Команда появилась в марте 1990 года под названием «Зубры». В это время состоялась первая тренировка команды на стадионе около площади «Победа».
В соревнованиях команда участвовала уже под названием «Донецкие Зубры».
15 августа 1990 года на стадионе «Шахтёр» команда провела первую игру с командой «Московские Маги». В этой игре ресивер Игорь Дюдин выполнил первый тачдаун в истории украинского американского футбола.
В сентябре 1990 года команду стал тренировать американский тренер Роберт Джеймс Кук.
В январе 1991 года команда заняла третье место на турнире «Снежный Кубок Кремля» (первом турнире по американскому футболу между командами Советского Союза, проводившемся в Москве).
В июне 1991 года команда была переименована в «Скифы».
В 1991 году «Донецкие Скифы» участвовали в единственном чемпионате СССР по американскому футболу.
В 1992 году команда участвовала в первом чемпионате СНГ по американскому футболу и заняла третье место.
В 1992 году команда ездила в США и участвовала в показательных матчах, но результатов не добилась.
17 июля 1993 года «Донецкие Скифы» на донецком стадионе «Шахтер» победили сборную команду организации «Христианство и спорт» из США. Это первая в истории украинского американского футбола победа над страной-родоначальником этого вида спорта.
В ноябре 1996 года команда была переименована в «Скифы-ДонНТУ».
С 1994 по 2003 год команда занимала первое место в чемпионатах Украины по американскому футболу.
В 2004 году сменилось руководство клуба и команда была переименована в «Варяги-Политехник».
10 апреля 2010 года состоялась последняя игра Варягов, со счетом 73 на 6 были повержены киевские Jets. С 11 апреля команда вернула себе старое название «Скифы-ДонНТУ»
26 июня 2010 года команда стала чемпионами Украины.

## Достижения
Чемпионат Украины:
- Первое место: 1994, 1995, 1996, 1997, 1998, 1999, 2000, 2001, 2002, 2003, 2007, 2008, 2010, 2011, 2012, 2013
- Третье место: 2009

Кубок Украины:
- Первое место: 1992, 1999, 2001, 2005, 2010, 2011
- Второе место: 1993

Донбасс Арена Боул:
- Первое место: 1998, 1999, 2000, 2010, 2011
- Второе место: 2001

## Выступления
Результаты выступлений команды в различных турнирах.
| Год  | Чемпионат Украины | Кубок Украины | Аренабоул        | Международные турниры         |
| ---- | ----------------- | ------------- | ---------------- | ----------------------------- |
| 1992 | не проводился     | 1 место       | не проводился    | Лидер кубка СНГ (не завершён) |
| 1993 | не проводился     | 2 место       | не проводился    |                               |
| 1994 | 1 место           | не проводился | не проводился    |                               |
| 1995 | 1 место           | не проводился | не проводился    | 1 место на кубке СНГ          |
| 1996 | 1 место           | не проводился | не проводился    |                               |
| 1997 | 1 место           | не проводился | не проводился    |                               |
| 1998 | 1 место           | не проводился | 1 место          |                               |
| 1999 | 1 место           | 1 место       | 1 место          |                               |
| 2000 | 1 место           | не проводился | 1 место          | 1 место на кубке СНГ          |
| 2001 | 1 место           | 1 место       | 2 место          | 1 место на кубке СНГ          |
| 2002 | 1 место           | не проводился | не проводился    | четвертьфинал Евробоула       |
| 2003 | 1 место           | не проводился | не проводился    | четвертьфинал Евробоула       |
| 2004 | не участвовал     | не проводился | не проводился    |                               |
| 2005 | не проводился     | 1 место       | не проводился    | 1 место на кубке Австрии      |
| 2006 | не проводился     | не проводился | не проводился    |                               |
| 2007 | 1 место           | не проводился | не проводился    |                               |
| 2008 | 1 место           | не проводился | не проводился    |                               |
| 2009 | 3 место           | не проводился | не проводился    |                               |
| 2010 | 1 место           | 1 место       | 1 место          |                               |
| 2011 | 1 место           | 1 место       | 1 место          |                               |
| 2012 | 1 место           | не участвовал | участвовал дубль |                               |
| 2013 | 1 место           |               |                  |                               |